# Associazione Calcio Pro Rovigo 1947-1948
Questa pagina raccoglie le informazioni riguardanti l'Associazione Calcio Pro Rovigo nelle competizioni ufficiali della stagione 1947-1948.

## Stagione
Nella stagione 1947-1948 il Rovigo disputa il girone G del campionato di Serie C. Vince il torneo con 45 punti, uno in più del Marzotto di Valdagno, ed ottiene l'ammissione al nuovo campionato di Serie C.

## Rosa
| N. |                   | Ruolo | Calciatore            |
| -- | ----------------- | ----- | --------------------- |
|    | Italia (bandiera) | C     | Virgilio Andrioli     |
|    | Italia (bandiera) | A     | Romolo Camuffo        |
|    | Italia (bandiera) | P     | Danilo Canestrari     |
|    | Italia (bandiera) | A     | Ermenegildo Capitanio |
|    | Italia (bandiera) | D     | Giovanni Cattozzo     |
|    | Italia (bandiera) | A     | Dino Ferrari          |
|    | Italia (bandiera) | C     | Antonio Franco        |
|    | Italia (bandiera) | A     | Gamberini             |
|    | Italia (bandiera) | A     | Luciano Martinelli    |

| N. |                   | Ruolo | Calciatore        |
| -- | ----------------- | ----- | ----------------- |
|    | Italia (bandiera) | C     | Galliano Menin    |
|    | Italia (bandiera) | D     | Munari            |
|    | Italia (bandiera) | A     | Walter Patergnani |
|    | Italia (bandiera) | C     | Dino Pavanello    |
|    | Italia (bandiera) | A     | Righetti          |
|    | Italia (bandiera) | C     | Settembrini       |
|    | Italia (bandiera) | C     | Terzi             |
|    | Italia (bandiera) | D     | Giacomo Tin       |
|    | Italia (bandiera) | A     | Arsenio Turri     |